# Podborcze (Kokot)
Podborcze – część wsi Kokot w Polsce, położona w województwie świętokrzyskim, w powiecie pińczowskim, w gminie Kije.
W latach 1975–1998 Podborcze administracyjnie należało do województwa kieleckiego.